# Isole Vergini Americane ai Giochi della XXVI Olimpiade
Le Isole Vergini Americane parteciparono ai Giochi della XXVI Olimpiade, svoltisi ad Atlanta, negli Stati Uniti, dal 19 luglio al 4 agosto 1996, con una delegazione di 12 atleti impegnati in cinque discipline.